# Alzoniella sigestra
Alzoniella sigestra е вид коремоного от семейство Hydrobiidae. Видът е почти застрашен от изчезване.

## Разпространение
Разпространен е в Италия.